# Ville-Dommange
Ville-Dommange is een gemeente in het Franse departement Marne (regio Grand Est) en telt 461 inwoners (1999). De plaats maakt deel uit van het arrondissement Reims.

## Geografie
De oppervlakte van Ville-Dommange bedraagt 3,4 km², de bevolkingsdichtheid is 135,6 inwoners per km².
De onderstaande kaart toont de ligging van Ville-Dommange met de belangrijkste infrastructuur en aangrenzende gemeenten.

## Demografie
Onderstaande figuur toont het verloop van het inwonertal (bron: INSEE-tellingen).